# Ośrodek Zapasowy 27 Dywizji Piechoty
Ośrodek Zapasowy 27 Dywizji Piechoty (OZ 27 DP) – oddział piechoty Wojska Polskiego, nie istniejący w czasie pokoju.

## Formowanie i organizacja
Ośrodek Zapasowy 27 Dywizji Piechoty nie istniał w organizacji pokojowej Wojska Polskiego. Był Jednostką mobilizowaną zgodnie z planem mobilizacyjnym „W”, w II rzucie mobilizacji powszechnej. Jednostką mobilizującą Ośrodek Zapasowy 27 Dywizji Piechoty był 23 pułk piechoty. Ośrodek miał być formowany według organizacji wojennej L.3010/mob.org., ukompletowany zgodnie z zestawieniem specjalności oraz uzbrojony i wyposażony zgodnie z wojennymi należnościami materiałowymi. W skład ośrodka zapasowego ramowo wchodziło:
- dowództwo ośrodka zapasowego,
- kompania gospodarcza ośrodka zapasowego,
- kompania podchorążych rezerwy ośrodka zapasowego,
- trzy bataliony ośrodka zapasowego po trzy kompanie strzeleckie i jednej kompanii ckm,
- pluton przeciwpancerny ośrodka zapasowego,
- pluton pionierów ośrodka zapasowego,
- pluton łączności ośrodka zapasowego,
- pluton zwiadowców ośrodka zapasowego[3].

Po zmobilizowaniu wszystkich jednostek przewidzianych planem "W" w ramach mobilizacji alarmowej i powszechnej, w koszarach 23 pp we Włodzimierzu Wołyńskim pozostała nadwyżka rezerwistów, skupiona w Oddziale Zbierania Nadwyżek 23 pp pod dowództwem mjr. Franciszka Młynarczyka pokojowego II zastępcy dowódcy 23 pp. Ponadto w koszarach przebywał pokojowy I zastępca dowódcy 23 pp ppłk Józef Gawlik, który kompletował z oficerów w części z 23 pp, obsadę dowództwa Ośrodka Zapasowego. Jako pierwszy w skład organizowanego OZ 27 DP wszedł OZN 23 pp, oraz przebywający w garnizonie batalion marszowy 23 pp por. Włodzimierza Kasprowicza. Z OZN 23 pp sformowano batalion piechoty pod dowództwem mjr. Władysława Sawickiego, z zasobów Ośrodka batalion ten otrzymał mundury, wyposażanie i broń. zakończył formownie 5 września. Tego dnia batalion piechoty 23 pp i batalion marszowy 23 pp przeszły do pobliskich wsi, gdzie pełniły zadania asystencyjne i prowadziły szkolenie i zgrywanie. W składzie OZ 27 DP w koszarach 23 pp ze składu OZN 23 pp i napływających rezerwistów sformowano w okresie od 5 do 8 września kolejny batalion piechoty 23 pp pod dowództwem kpt. Stefana Cybulskiego, który umundurowano, ale zabrakło dla niego wyposażenia i broni. W koszarach 24 pułku piechoty w Łucku, po wyjeździe na Pomorze pułku z nadwyżkami osobowymi i sprzętowymi pozostał I zastępca dowódcy 24 pp ppłk Ludwik Konarski. Po ogłoszeniu mobilizacji powszechnej w koszarach zgłaszali się dalsi rezerwiści z których, to zasobów zmobilizowano batalion marszowy 24 pp i uzupełnienie marszowe 23 kompanii kolarzy. Zmobilizowane nadwyżki weszły w skład OZN 24 pp pod dowództwem ppłk Ludwika Konarskiego. 1 września koszary w Łucku zostały zbombardowane przez lotnictwo niemieckie, poległo i zostało rannych kilku żołnierzy, uszkodzeniu uległy budynki koszar. 6 i 7 września batalion marszowy 24 pp wraz z OZN 24 pp wyruszyły do Włodzimierza Wołyńskiego, gdzie weszły w skład OZ 27 DP, a ppłk Ludwik Konarski objął funkcję zastępcy dowódcy OZ 27 DP. Po wyjeździe 50 pułku piechoty z Kowla i Sarn na Pomorze dowództwo nad pozostałościami objął I zastępca dowódcy 50 pp ppłk Józef Kutyba. Po zmobilizowaniu batalionu marszowego 50 pp w ramach mobilizacji powszechnej do koszar napłynęli liczni rezerwiści, z których sformowano OZN 50 pod dowództwem mjr Piotra Kiełkowskiego. Łącznie w OZN 50 pp zebrało się ponad 100 oficerów rezerwy i ok. 1500 szeregowych. W pierwszych dniach września do Kowla przybyły tez transportem kolejowym nadwyżki III batalionu 50 pp z Sarn. 5 i 6 września batalion marszowy 50 pp i OZN 50 pp przeszły do Włodzimierza Wołyńskiego, gdzie weszły w skład OZ 27 DP. Dodatkowo do Ośrodka docierali rezerwiści powołani bezpośrednio do OZ 27 DP z mobilizacji powszechnej. 8 września do wsi Kohilno przeszedł batalion 23 pp kpt. Stefana Cybulskiego. Przybyłe do Włodzimierza Woł. OZN 24 pp i 50 pp zostały rozlokowane w koszarach 23 pp i pobliskich wsiach Anusinie i Dubnikach. Łącznie zebrano i zmobilizowano w OZ 27 DP blisko 6000 żołnierzy, uzbrojonych było tylko 1500 żołnierzy. W OZ 27 DP w okresie od 7 do 11 września sformowano z nadwyżek osobowych następne bataliony piechoty. Łącznie sformowano dziewięć batalionów. 9 września koszary 23 pp we Włodzimierzu Wołyńskim zostały zbombardowane przez lotnictwo niemieckie. Od 11 września Ośrodek Zapasowy 27 Dywizji Piechoty i podporządkowane mu bataliony marszowe 23 pp, 24 pp i 50 pp rozkazem I wiceministra spraw wojskowych gen. bryg. Janusza Głuchowskiego weszły w skład organizowanego improwizowanego związku taktycznego pod nazwą Grupa „Włodzimierz” pod dowództwem gen. bryg. Kazimierza Sawickiego. OZ 27 DP stanowił trzon grupy. 11 września rozkazem dowódcy OK II gen. bryg. Mieczysława Smorawińskiego i gen. bryg. Kazimierza Sawickiego dowódcy Grupy „Włodzimierz” wysłano kolumny samochodowe do siedzib Zapasu Nienaruszalnego Naczelnego Wodza w Zamościu i Głównej Składnicy Uzbrojenia nr 2 w Stawach pod Dęblinem, celem dowiezienia broni. Dostarczono dla grupy, w tym dla oddziałów z OZ 27 DP 120 ckm i kilka tysięcy karabinów oraz kilkadziesiąt sztuk innej broni zespołowej. Amunicję dostarczono transportem kolejowym ze składu w Brześciu nad Bugiem, żywność i inne materiały intendenckie czerpano ze Składnicy Intendentury we Włodzimierzu.      

### Obsada dowódcza i skład OZ 27 DP
Dowództwo OZ
- dowódca - ppłk Józef Gawlik
- I zastępca dowódcy - ppłk Ludwik Konarski
- II zastępca dowódcy - ppłk Józef Kutyba
- dowódca batalionu 23 pp OZ - mjr Władysław Sawicki
- dowódca batalionu 23 pp OZ - kpt. Stefan Cybulski
- dowódca batalionu 24 pp OZ - kpt. Wacław Sosiński
- dowódca batalionu 24 pp OZ - NN
- dowódca batalionu 50 pp OZ - mjr Piotr Kiełkowski
- dowódca batalionu 50 pp OZ - kpt. Wiktor Chmielewski
- dowódca batalionu marszowego 23 pp - por. Włodzimierz Kasprowicz
- dowódca batalionu marszowego 24 pp - kpt. Tadeusz Kosterkiewicz
- dowódca batalionu marszowego 50 pp - mjr Stanisław Stawarz
- dowódca batalionu 50 pp OZ - NN
- dowódca batalionu 50 pp OZ - NN

## Działania bojowe
Działania bojowe oddziałów Ośrodka Zapasowego 27 Dywizji Piechoty opisano w artykule Grupa „Włodzimierz”. 